# Cairo, Illinois
Cairo là một thành phố thuộc quận Alexander, tiểu bang Illinois, Hoa Kỳ. Năm 2010, dân số của thành phố này là 2831 người.

## Dân số
Dân số qua các năm:
- Năm 2000: 3632 người.
- Năm 2010: 2831 người.